# District d'Ilala
Le district d'Ilala est l'un des trois districts qui composent la région de Dar es Salam, la capitale de la Tanzanie. Elle correspond à la partie centrale de l'agglomération, tandis que le district de Temeke se trouve au sud et le district de Kinondoni est au nord.
Ilala est parfois désigné sous le nom de Downtown Dar. Il couvre le centre d'affaires de la capitale, ainsi que des quartiers périphériques jusqu'à l'aéroport international Julius Nyerere. Le district s'étend sur 273 km2. Sa population s'élevait, en 2012, à 1 220 611 habitants.
Le district d'Ilala est composé de trois divisions, elles-mêmes subdivisées en 22 entités administratives (wards):
- Buguruni
- Chanika
- Gerezani
- Ilala
- Jangwani
- Kariakoo
- Kinyerezi
- Kipawa
- Kitunda
- Kisutu
- Kivukoni
- Kiwalani
- Mchafukoge
- Mchikichini
- Msongola
- Pugu
- Segerea
- Tabata
- Ukonga
- Upanga East
- Upanga West
- Vingunguti